# Arthur Hunnicutt
Arthur Lee Hunnicutt (17 de febrero de 1910–26 de septiembre de 1979), conocido como Arthur Hunnicutt, fue un actor estadounidense.

## Biografía
Natural de Gravelly, Arkansas, Hunnicutt cursó estudios en la Arkansas State Teachers College, universidad que abandonó prematuramente para buscar trabajo. Se trasladó a Martha's Vineyard, Massachusetts, donde se unió a una compañía teatral antes de viajar a Nueva York donde rápidamente consiguió sus primeros papeles en Broadway, debutando con la obra Love's Old Sweet Song (1939). Poco a poco fue quedando encasillado en papeles de hombre de campo y normalmente en personajes que tenían más edad que él.
Hunnicutt apareció en numerosos films en la década de 1940 antes de volver a los teatros. En 1949 se trasladó a Hollywood y se centró en su carrera cinematográfica. Participó en películas como Medalla roja al valor (The Red Badge of Courage, 1951), The Lusty Men (1952), The Last Command (1955) (como Davy Crockett), The Tall T (1957) y El Dorado (1966). En 1952, fue nominado a los Premios Óscar por su interpretación en el largometraje de Howard Hawks The Big Sky.
En las décadas restantes, apareció en más de cuarenta series de televisión, como Bonanza, Gunsmoke, The Rifleman y The Twilight Zone.
En sus últimos años, Hunnicutt fue el alcalde honorífico de Northridge, California.
Murió en 1979 a causa de un cáncer de lengua y está enterrado en el Coop Prairie Cemetery en Mansfield, Arkansas.

## Filmografía
- Halcón de invierno 1976
- Harry y Tonto 1974
- Tres forajidos y un pistolero 1974
- Los vengadores 1972
- El Dorado 1966
- Rebelión apache 1966
- La ingenua explosiva 1965
- Los cautivos 1957
- Noche salvaje 1953
- Hombres errantes 1952
- Río de sangre 1952
- Tambores lejanos 1951
- Flecha rota 1950
- Pinky 1949

## Premios y distinciones
Premios Óscar
| Año  | Categoría              | Película      | Resultado |
| ---- | ---------------------- | ------------- | --------- |
| 1953 | Mejor actor de reparto | Río de sangre | Nominado  |